# Werner Dörffler-Schuband
Werner Dörffler-Schuband (Zeitz, 15 december 1892 - Bad Tölz, 27 september 1959), was een SS-Brigadeführer en Generalmajor in de Waffen-SS tijdens de Tweede Wereldoorlog. Hij leidde ambten in het SS-Führungshauptamt en SS-Personalhauptamt van de SS.

## Leven
Op 15 december 1892 werd Werner Schuband geboren in Zeitz. Hij was de zoon van de Obersteuerkontrolleur (vrije vertaling: senior belastinginspecteur) Adolf Schuband. In februari 1912 behaalde hij zijn Abitur aan de gymnasium in Potsdam. Schuband besloot een militaire carrière in het Pruisische leger na te streven, en werd als Fahnenjunker (vaandrig) geplaatst in het 3. Lothringisches Infanterie-Regiment Nr. 135 in Diedenhofen. In oktober 1912 werd hij naar de militaire academie in Danzig gestuurd. Op 19 december 1912 werd Schuband daar bevorderd tot Fähnrich (vaandrig). Hierna werd hij opnieuw geplaatst bij het 3. Lothringisches Infanterie-Regiment Nr. 135 en werd als compagniesofficier ingezet. Op 19 augustus 1913 werd hij bevorderd tot Leutnant (tweede luitenant) met zijn Patent (akte van benoeming) vanaf 19 augustus 1911.

### Eerste Wereldoorlog
Op 6 september 1914 raakte hij licht gewond, en vervolgens op 22 september 1914 raakte Schuband zwaargewond. Hij moest voor zijn laatste verwonding enige tijd doorbrengen in een militair hospitaal. Na zijn herstel werd Schuband geplaatst in het Ersatzbataillon (reservebataljon) van het Infanterie-Regiment 135. Hierna werd hij als adjudant en ordonnansofficier in het Rekrutenbataillon in Bayonville, wat onderdeel was van het XVI. Armee Korps (16e Legerkorps) ingezet. Op 1 augustus 1915 werd Schuband overgeplaatst naar het Rekrutenbataillon in Nonant (Westfront, Frankrijk). Op 30 september 1915 werd hij naar de Luftstreitkräfte gecommandeerd, om een opleiding tot waarnemer uit een vliegtuig bij de Fliegerersatz-Abteilung 9 in Darmstadt te gaan volgen. Hierna bezocht hij vanaf 15 november 1915 tot 1 januari 1916 de waarnemersschool in Posen. Na het voltooien van zijn opleiding tot waarnemer, werd hij geplaatst in het Armeeflugpark 10. In april 1916 leidde hij voor een jaar de Motorenschule Wangen-Untertürkheim der Daimler-Motorenwerke. Op 28 augustus 1916 trouwde Schuband met Anna Zenneck (geboren 26 mei 1896). Na zijn trouwerij, werd Schuband bevorderd tot Oberleutnant (eerste luitenant). En werd overgeplaatst naar de staf van de bevelvoerend-generaals van de Luftstreitkräfte. Op 18 juli 1918 werd hij naar de Flieger-Abteilung 280 als waarnemer en officier z.b.V. (speciaal gebruik) gecommandeerd. Hierna werd Schuband overgeplaatst naar de Fliegerschule (vliegerschool) in Schwerin. En keerde aan het einde van de oorlog terug naar het 3. Lothringisches Infanterie-Regiment Nr. 135. 

### Interbellum
In maart 1920 werd Schuband lid van de raad van bestuur van de vleesconservenfabriek Oscar Dörffler AG in Bünde. Op 31 juli 1920 als Charakter Hauptmann (eretitel van kapitein) ontslagen uit het leger. Werner Schuband werd op 3 februari 1929 door de oprichter van de vleesconservenfabriek Oscar Dörffler geadopteerd, waarna hij de dubbelnaam Dörffler-Schuband ging gebruiken. 
Na de overname van de macht door de nationaalsocialisten, werd Dörffler-Schuband op 1 mei 1932 lid van de Nationaalsocialistische Duitse Arbeiderspartij (NSDAP). Een jaar later werd hij ook lid van de Schutzstaffel. En werd als SS-Anwärter (kandidaat SS-lid) geplaatst in de 11 SS-Sturm in de III Sturmbann in de 29. SS-Standarte. In januari 1934 werd hij bevorderd tot SS-Mann. 
In april 1934 werkte Dörffler-Schuband nog als procuratiehouder voor de vleesfabriek Edmund Zimmermann in Thannhausen. Op 9 november 1934 ging hij als  hoofdbetrekking voor de SS werken. En ging vanaf november 1934 tactiek en vliegwezen aan de SS-Junkerschule in Bad Tölz doceren, als onderdeel van de opleiding van SS-officieren. Op 8 december 1934 werd Dörffler-Schuband bevorderd tot SS-Untersturmführer (tweede luitenant). Hierna werd hij nog voor eens drie weken verdere vorming als leraar tactiek opgeleid aan de militaire school in München. Begin februari 1937 werd hij naar de staf van de I. Sturmbann van de SS-Standarte "Deutschland" gecommandeerd. Inmiddels was Dörffler-Schuband al bevorderd tot SS-Sturmbannführer (majoor). Op 22 juni 1937 werd hij voor vier weken overgeplaatst naar de Aufklärungs-Fliegertruppe 115, en werd hierna naar het Kampfgeschwarder II/155 (gevechtseskader) gestuurd voor een week verdere opleiding. Op 1 december 1937 werd Dörffler-Schuband als beheerder naar de staf van de SS-Standarte "Germania" gestuurd. Hierna werd hij benoemd tot commandant van de I.Sturmbann in de SS-Standarte "Germania", en werd aansluitend naar de infanterieschool in Döberitz gestuurd voor een leergang aan regimentscommandanten. Op 1 mei 1939 werd Dörffler-Schuband benoemd tot commandant van de II.Sturmbann in de SS-Standarte "Germania" in Arolsen.

### Tweede Wereldoorlog
Op 12 november 1940 werd Dörffler-Schuband benoemd tot commandant van de SS-Junkerschule in Bad Tölz. Hierna zat voor een korte periode in het Führerreserve van het SS-Führungshauptamt. Op 25 augustus 1942 werd hij als commandant mit der Führung beauftragt (m. d. F. b.) (vrije vertaling: met het leiderschap belast) van het SS-Infanterie-Regiment (mot.) 8, hiermee volgde hij de SS-Sturmbannführer Paul Massell op. Op 24 december 1942 werd Dörffler-Schuband overgeplaatst naar de SS-Kampfgruppe Fegelein, en belast met het leiderschap. Hij werd opnieuw in het Führerreserve van het SS-Führungshauptamt geplaatst. Op 30 april 1943 werd hij bevorderd tot SS-Oberführer in de Waffen-SS. Na zijn bevordering, werd Dörffler-Schuband opnieuw benoemd tot commandant van de SS-Junkerschule in Bad Tölz. Op 1 september 1943 werd hij voor het laatst bevorderd, namelijk tot SS-Brigadeführer (brigadegeneraal) en Generalmajor in de Waffen-SS. Hierop volgend werd hij benoemd tot chef van het ambt XI (officiers training) van de afdelingsgroep B (training) in het SS-Führungshauptamt. Op bevel van de RFSS kreeg Dörffler-Schuband het commando over het ambt II (ambt Leidersnakomelingen en Scholen) van de afdelingsgroep A in het SS-Personalhauptamt.

## Na de oorlog
Na het einde van de oorlog zat hij in de geallieerde internering, en eind april 1947 schreef hij een studie over de opleiding van de SS-officieren voor de United States Army Center of Military History van het Amerikaanse leger. Volgens de militaire historicus Jens Westemeier bevatte het "nauwelijks informatie over de inhoud van de training, en in wezen een propagandadocument" vertegenwoordigt.
Over het verdere verloop van zijn leven is niets bekend. Op 27 september 1959 stierf Dörffler-Schuband in Bad Tölz.

## Carrière
Dörffler-Schuband bekleedde verschillende rangen in zowel de Allgemeine-SS als Waffen-SS. De volgende tabel laat zien dat de bevorderingen niet synchroon liepen.
| Datum                                              | Pruisische leger | Reichswehr          | Allgemeine-SS          | Waffen-SS                              |
| -------------------------------------------------- | ---------------- | ------------------- | ---------------------- | -------------------------------------- |
| 23 maart 1912                                      | Fahnenjunker     | —                   | —                      | —                                      |
| 19 december 1912                                   | Fähnrich         | —                   | —                      | —                                      |
| 19 augustus 1913 (met Patent van 19 augustus 1911) | Leutnant         | —                   | —                      | —                                      |
| 5 oktober 1916                                     | Oberleutnant     | —                   | —                      | —                                      |
| 31 juli 1920                                       | —                | Charakter Hauptmann | —                      | —                                      |
| 29 mei 1933                                        | —                | —                   | SS-Anwärter            | —                                      |
| Januari 1934                                       | —                | —                   | SS-Mann                | —                                      |
| 8 december 1934                                    | —                | —                   | SS-Untersturmführer    | —                                      |
| 20 mei 1935                                        | —                | —                   | SS-Obersturmführer     | —                                      |
| 1 juni 1935                                        | —                | —                   | SS-Hauptsturmführer    | —                                      |
| 1 januari 1936                                     | —                | —                   | SS-Sturmbannführer     | —                                      |
| 30 januari 1938                                    | —                | —                   | SS-Obersturmbannführer | —                                      |
| 9 november 1940                                    | —                | —                   | —                      | SS-Standartenführer der Reserve (W-SS) |
| 30 april 1943                                      | —                | —                   | —                      | SS-Oberführer der Reserve (W-SS)       |
| 1 september 1943                                   | —                | —                   | SS-Brigadeführer       | Generalmajor in de Waffen-SS           |

## Lidmaatschapsnummers
- NSDAP-nr.: 1 427 198[9] (lid geworden 1 mei 1932[2])
- SS-nr.: 112 955[9] (lid geworden 29 mei 1933[2])

## Onderscheidingen
Selectie: 
- IJzeren Kruis 1914, 2e Klasse (20 september 1914[7][3])
- IJzeren Kruis 1939, 1e Klasse (14 november 1939[3])
- Herhalingsgesp bij IJzeren Kruis 1939, 2e Klasse (3 oktober 1939[3])
- Gewondeninsigne 1918 in zwart op 1 augustus 1918[7][3]
- IJzeren Halve Maan in 1917[7][3]
- Insigne voor Observatieofficieren uit Vliegtuigen[7][3]